# Bingen (Rhein) Stadt
Bingen (Rhein) Stadt (niem: Bahnhof Bingen (Rhein) Stadt) – stacja kolejowa w Bingen am Rhein, w regionie Nadrenia-Palatynat, w Niemczech. Znajduje się na linii Linke Rheinstrecke z Koblencji do Moguncji. Ponadto, jest stacją początkową dla linii Worms – Bingen Stadt.
Według klasyfikacji Deutsche Bahn, stacja posiada kategorię 4.

## Historia
W dniu 17 października 1859 r. Linke Rheinstrecke między Moguncją i Bingen została otwarta dla ruchu. Z tego okresu pochodzi również stacja kolejowa Bingen (Rhein) Stadt. Linia ta została wybudowana przez Hessischen Ludwigsbahn. Dworzec kolejowy był kiedyś stacją graniczą między Prusami i Hesją. Około roku 1880 budynek dworca został otwarty. Budynek został zaprojektowany przez Hansa Kleinschmidta. 

## Położenie
Dworzec kolejowy leży około dwa kilometry na wschód od Bingen (Rhein) Hauptbahnhof, naprzeciwko zabytkowego żurawia portowego i centrum miasta. Stacja położona jest w sąsiedztwie dworca autobusowego i posiada lepsze połączenie autobusem publicznym z miastem.

## Linie kolejowe
- Linke Rheinstrecke
- Worms – Bingen Stadt